# Marc Berthod
Marc Berthod (Sankt Moritz, 24 november 1983) is een Zwitserse alpineskiër.
Sinds Berthod in 2004 prof werd, behoort de Zwitser al tot de wereldtop. Ook bij de junioren sleepte hij al enkele titels binnen. In 2002 werd hij tweede op het WK voor junioren op het onderdeel slalom en een jaar later werd hij wereldkampioen op het onderdeel. Op datzelfde WK voor junioren won hij brons op de afdaling. In januari 2003 maakte Berthod zijn debuut in het prof-circuit en nam toen al regelmatig deel aan wereldbekerwedstrijden. Het duurde echter lang voordat hij op 7 januari 2007 voor het eerst een wereldbekerwedstrijd won. Hij won toen op de slalom in Adelboden, Zwitserland. Hij kwalificeerde zich met startnummer 60 als 27e in de eerste run (alleen top 30 mag de 2e run starten). Met een ongekend snelle 2e run wist hij de race te winnen.
In 2006 deed Berthod ook mee aan de Olympische Spelen in Turijn. Op de super-combinatie eindigde hij als zevende.

## Resultaten

### Titels

#### 2007
- Zwitsers kampioen reuzenslalom - 2005, 2007

### Olympische Spelen
| Jaar | Plaats    | Resultaten                                |
| ---- | --------- | ----------------------------------------- |
| 2006 | Turijn    | 7e Combinatie 14e Slalom 17e Reuzenslalom |
| 2010 | Vancouver | 29e Reuzenslalom DNF1 Slalom              |

### Wereldkampioenschappen
| Jaar | Plaats       | Resultaten                                       |
| ---- | ------------ | ------------------------------------------------ |
| 2003 | Sankt Moritz | 25e Combinatie DNF1 Slalom                       |
| 2005 | Bormio       | DNF Combinatie DNF1 Reuzenslalom DNF2 Slalom     |
| 2007 | Åre          | Supercombinatie · 11e Reuzenslalom · DNF1 Slalom |
| 2009 | Val-d'Isère  | 10eReuzenslalom DNF1 Slalom                      |
| 2011 | Garmisch-P.  | 21e Reuzenslalom                                 |
| 2013 | Schladming   | 25e Supercombinatie DNF1 Reuzenslalom            |

### Wereldbeker

#### Eindklasseringen
| Seizoen   | Algm | AD  | SL  | RS  | SG  | SC     |
| --------- | ---- | --- | --- | --- | --- | ------ |
| 2004/2005 | 97e  | -   | -   | 35e | -   | -      |
| 2005/2006 | 71e  | -   | 43e | 34e | -   | 32e    |
| 2006/2007 | 8e   | -   | 6e  | 22e | 36e | Zilver |
| 2007/2008 | 21e  | -   | 21e | 7e  | 43e | 36e    |
| 2008/2009 | 62e  | 54e | -   | 21e | 37e | -      |
| 2009/2010 | 63e  | -   | 37e | 17e | -   | -      |
| 2010/2011 | 61e  | -   | 53e | 18e | -   | 33e    |
| 2011/2012 | 106e | -   | 55e | 35e | -   | -      |
| 2012/2013 | 89e  | -   | -   | 43e | -   | 13e    |
| 2013/2014 | 112e | 50e | -   | -   | -   | 27e    |
| 2014/2015 | 122e | 52e | -   | -   | 51e | -      |

#### Wereldbekerzeges
| Datum          | Plaats    | Onderdeel    |
| -------------- | --------- | ------------ |
| 7 januari 2007 | Adelboden | Slalom       |
| 5 januari 2008 | Adelboden | Reuzenslalom |